# Viðar Ari Jónsson
Viðar Ari Jónsson (Reykjavík, 1994. március 10. –) izlandi válogatott labdarúgó, a HamKam csatára.

## Pályafutása

### Klubcsapatokban
Viðar Ari Jónsson az izland fővárosában, Reykjavíkban született. Az ifjúsági pályafutását a helyi Þróttur klubjánál kezdte, majd ezt követően a Fjölnir csapatában nevelkedett. 
2011-ben mutatkozott be a Fjölnir felnőtt csapatában. Először a 2011. augusztus 20-ai, Grótta elleni mérkőzésen mutatkozott be. Első gólját a 2011. szeptember 17-ei, Þróttur elleni találkozón lőtte. A 2017-es szezont már a norvégiai Brann csapatánál kezdte. 2018-ban egy idény erejéig az FHcsapatában játszott mint kölcsönjátékos. 2019-ben hároméves szerződést írt alá a Sandefjorddal.
2022. február 14-én a Budapest Honvéd csapatához igazolt.

### A válogatottban
Viðar 2017-ben mutatkozott be az izlandi válogatottban. Először a 2017. január 15-ei, Chile elleni mérkőzésen lépett pályára.

## Statisztikák
2022. március 5. szerint
| Klub            | Szezon   | Osztály     | Bajnokság | Bajnokság | Kupa  | Kupa | Nemzetközi | Nemzetközi | Összesen | Összesen |
| Klub            | Szezon   | Osztály     | Meccs     | Gól       | Meccs | Gól  | Meccs      | Gól        | Meccs    | Gól      |
| --------------- | -------- | ----------- | --------- | --------- | ----- | ---- | ---------- | ---------- | -------- | -------- |
| Fjölnir         | 2011     | 1. deild    | 2         | 1         | 0     | 0    | —          | —          | 2        | 1        |
| Fjölnir         | 2012     | 1. deild    | 17        | 3         | 0     | 0    | —          | —          | 17       | 3        |
| Fjölnir         | 2013     | 1. deild    | 13        | 0         | 0     | 0    | —          | —          | 13       | 0        |
| Fjölnir         | 2014     | Úrvalsdeild | 10        | 0         | 2     | 0    | —          | —          | 12       | 0        |
| Fjölnir         | 2015     | Úrvalsdeild | 22        | 0         | 3     | 0    | —          | —          | 25       | 0        |
| Fjölnir         | 2016     | Úrvalsdeild | 21        | 1         | 1     | 0    | —          | —          | 22       | 1        |
| Fjölnir         | Összesen | Összesen    | 85        | 5         | 6     | 0    | 0          | 0          | 91       | 5        |
| Brann           | 2017     | Eliteserien | 11        | 1         | 3     | 0    | —          | —          | 14       | 1        |
| FH (kölcsönben) | 2018     | Úrvalsdeild | 19        | 0         | 2     | 0    | 4          | 0          | 25       | 0        |
| Sandefjord      | 2019     | OBOS-ligaen | 25        | 1         | 3     | 1    | —          | —          | 28       | 2        |
| Sandefjord      | 2020     | Eliteserien | 27        | 2         | 0     | 0    | —          | —          | 27       | 2        |
| Sandefjord      | 2021     | Eliteserien | 29        | 11        | 2     | 2    | —          | —          | 31       | 13       |
| Sandefjord      | Összesen | Összesen    | 81        | 14        | 5     | 3    | 0          | 0          | 86       | 17       |
| Budapest Honvéd | 2021–22  | NB I        | 6         | 0         | 1     | 0    | —          | —          | 7        | 0        |
| Budapest Honvéd | 2022–23  | NB I        | 7         | 0         | 0     | 0    | —          | —          | 7        | 0        |
| Budapest Honvéd | Összesen | Összesen    | 13        | 0         | 1     | 0    | 0          | 0          | 14       | 0        |
| Összesen        | Összesen | Összesen    | 212       | 20        | 17    | 3    | 4          | 0          | 233      | 23       |

### A válogatottban

#### Mérkőzései az izlandi válogatottban
| #  | Dátum             | Ellenfél  | Eredmény | Kiírás              | Esemény |
| -- | ----------------- | --------- | -------- | ------------------- | ------- |
| 1. | 2017. január 15.  | Chile     | 0 – 1    | Kína-kupa döntő     | 66'     |
| 2. | 2017. február 8.  | Mexikó    | 0 – 1    | barátságos mérkőzés | 86'     |
| 3. | 2017. március 28. | Írország  | 1 – 0    | barátságos mérkőzés | 85'     |
| 4. | 2018. január 14.  | Indonézia | 4 – 1    | barátságos mérkőzés | 68'     |
| 5. | 2022. január 12.  | Uganda    | 1 – 1    | barátságos mérkőzés | 60'     |
| 6. | 2022. január 15.  | Dél-Korea | 1 – 5    | barátságos mérkőzés | 70'     |

## Fordítás
Ez a szócikk részben vagy egészben  a   Viðar Ari Jónsson című angol Wikipédia-szócikk fordításán alapul.  Az eredeti cikk szerkesztőit annak laptörténete sorolja fel. Ez a jelzés csupán a megfogalmazás eredetét és a szerzői jogokat jelzi, nem szolgál a cikkben szereplő információk forrásmegjelöléseként.